# Pipino I de Aquitania
Pipino I (797-13 de diciembre de 838) fue rey de Aquitania (817-838) y segundo de los hijos de Ludovico Pío y Ermengarda de Hesbaye.

## Biografía

El Imperio carolingio y el Reino de Aquitania tras la partición de 817.

Cuando Ludovico dividió el territorio del Imperio romano occidental entre sus descendientes (817), a Pipino le correspondió Aquitania, reino de Luis durante el reinado de Carlomagno. Ermoldo Nigelo fue uno de sus cortesanos más importantes y le acompañó en una campaña a Bretaña (824).
En 822 se casó con Ingeltruda, hija del conde Teodoberto de Merey, con la que tuvo a:
- Pipino (823-864), sucesor suyo en el trono de Aquitania;
- Carlos (825/830-863) arzobispo de Maguncia;
- Rotrude y Hildegarda.

En 830 se sublevó contra el emperador cediendo a las insistencias de Wala, consejero de Lotario. Tras reclutar numerosas tropas en Gascuña, marchó sobre París con el apoyo de Neustria y capturó a Ludovico en Compiègne. A pesar de este éxito inicial, la rebelión acabó fracasando.
En 832 encabezó una nueva insurrección a la que se unió su hermano Luis. Ludovico, que se encontraba en Aquitania, tuvo que retroceder ante el avance de este. Pipino tomó Limoges y otros territorios imperiales. Un año después Lotario se sumó a la rebelión y, merced a la asistencia de Ebbo, arzobispo de Reims, desposeyó a Luis. Tras ello, el comportamiento de Lotario con sus hermanos les impulsó a aliarse con el emperador, al que se le restituyó el 1 de marzo de 834. Ludovico restauró su estado a Pipino en compensación por el apoyo recibido.
Fallecido cuatro años más tarde, fue enterrado en Santa Radegunda (Poitiers). Aunque Ludovico nombró sucesor a Carlos, los aquitanos no aceptaron dicha resolución y se unieron al primogénito de Pipino.